# Tripitaka Koreana
Tripitaka Koreana eller Palman Daejanggyeong är en koreansk samling av den kinesiska buddhismens skriftkanon, karvad in i 81258 träblock under 1200-talet.
Det är världens mest omfattande och äldsta bevarade version av den kinesiska buddhismens skriftkanon skriven på hanja, med inga kända misstag i de 52330152 tecken i 1469 verk och 6568 volymer. Varje träblock är 24 cm högt och 70 cm långt. Tjockleken på varje block går mellan 2,6 och 4 cm och väger ungefär 4 kg. Om träblocken skulle staplas på hög skulle de bli nästan lika höga som berget Paektusan, som är 2,74 km högt. Skulle blocken ställas på rad skulle de bli en 60 km lång rad, och tillsammans väger de 280 ton.
Samlingen bevaras i Haeinsa, ett buddhisttempel i Södra Gyeongsang, Sydkorea. År 1962 utnämndes samlingen som en nationell skatt i Sydkorea, och år 2007 blev samlingen utnämnd som ett världsarv.